# Ingrid Gustavsson
Ingrid Margareta Gustavsson (Luleå, 10 de marzo de 1950) es una deportista sueca que compitió en natación. Ganó una medalla de plata en el Campeonato Europeo de Natación de 1966 en la prueba de 4 × 100 m libre.

## Palmarés internacional
| Campeonato Europeo | Campeonato Europeo     | Campeonato Europeo | Campeonato Europeo |
| Año                | Lugar                  | Medalla            | Prueba             |
| ------------------ | ---------------------- | ------------------ | ------------------ |
| 1966               | Utrecht (Países Bajos) | Medalla de plata   | 4 × 100 m libre    |